# Rilax gård

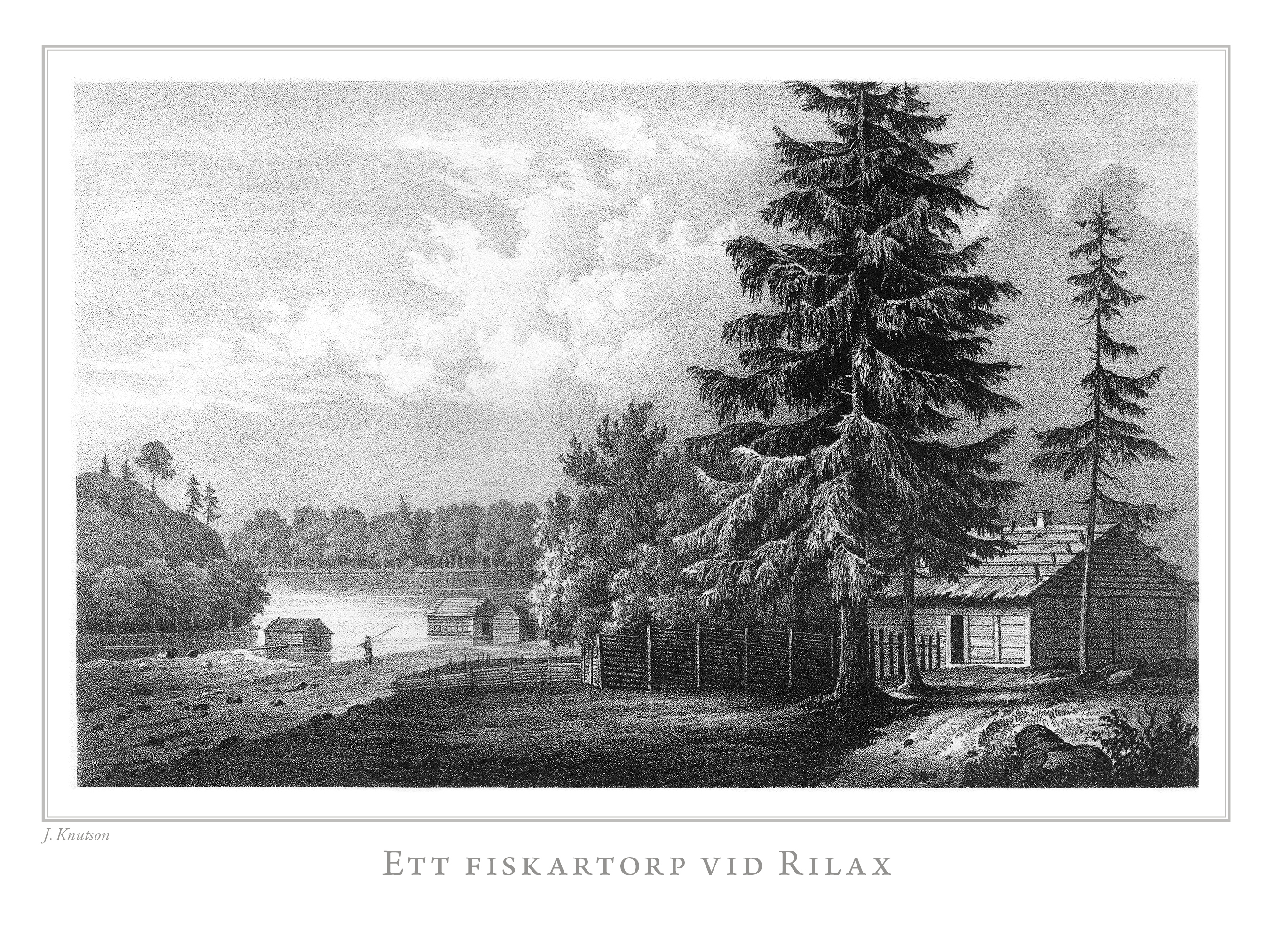
En litografi från Rilax ingår i Finland framstäldt i teckningar utgiven 1845-1852.

Rilax gård (finska: Riilahden kartano) är en herrgård i Bromarv i Raseborg i sydvästra Finland. Gården är en gammal släktgård som härstammar från 1645. Gårdens nuvarande huvudbyggnad är ritad av Pehr Granstedt och den uppfördes mellan 1803 och 1806.
Slaget vid Rilax, alltså sjöslaget vid Hangö udd, pågick vid sjöområdet nära gården.

## Arkitektur
Gårdens huvudbyggnad är ritad av fortifikationsofficeren Pehr Granstedt och byggd 1803–1806. Under 1850-talet utvidgades huset med en flygelbyggnad ritad av arkitekten G.H. Chiewitz. Huset fungerar ännu idag som privat bostad.
Det gamla byggnadsbeståndet på gården är omfattande och de äldsta byggnaderna är från 1700-talet. Förutom ekonomibyggnaderna, som bland annat omfattar en gammal och ny ladugård, finns ett flertal gamla bostadsbyggnader som idag fungerar som åretruntboende och fritidshus. Bland övriga byggnader kan nämnas den unika klockstapeln ritad av Carl Johan von Heideken och den gamla kvarnen från 1811. Gårdens gamla stall fungerar idag som samlings- och konferenslokal.
I samband med att huvudbyggnaden uppfördes anlades i dess anslutning en engelsk park med plantering av ädellövträd. Parken är ännu delvis bibehållen och lövträden har sedermera kompletterats med inplantering av bok. Idag förnyar sig boken naturligt som enda plats på fastlandet Finland.

### Sjöslaget
Under stora nordiska kriget utkämpades den 27 juli 1714 vid Rilax ett sjöslag mellan de svenska och ryska flottorna, alltså slaget vid Rilax. En liten svensk flotteskader under schoutbynacht Nils Ehrenschiölds kommando inringades av den talrika ryska galärflottan norr om Hangö udd. Trots övermakten vägrade svenskarna att sträcka vapen och därför utkämpades en blodig strid. Till slut måste svenskarna ge sig inför övermakten och de överlevande togs till fånga. Samtliga fartyg med besättning fördes i krigsfångenskap till Sankt Petersburg.

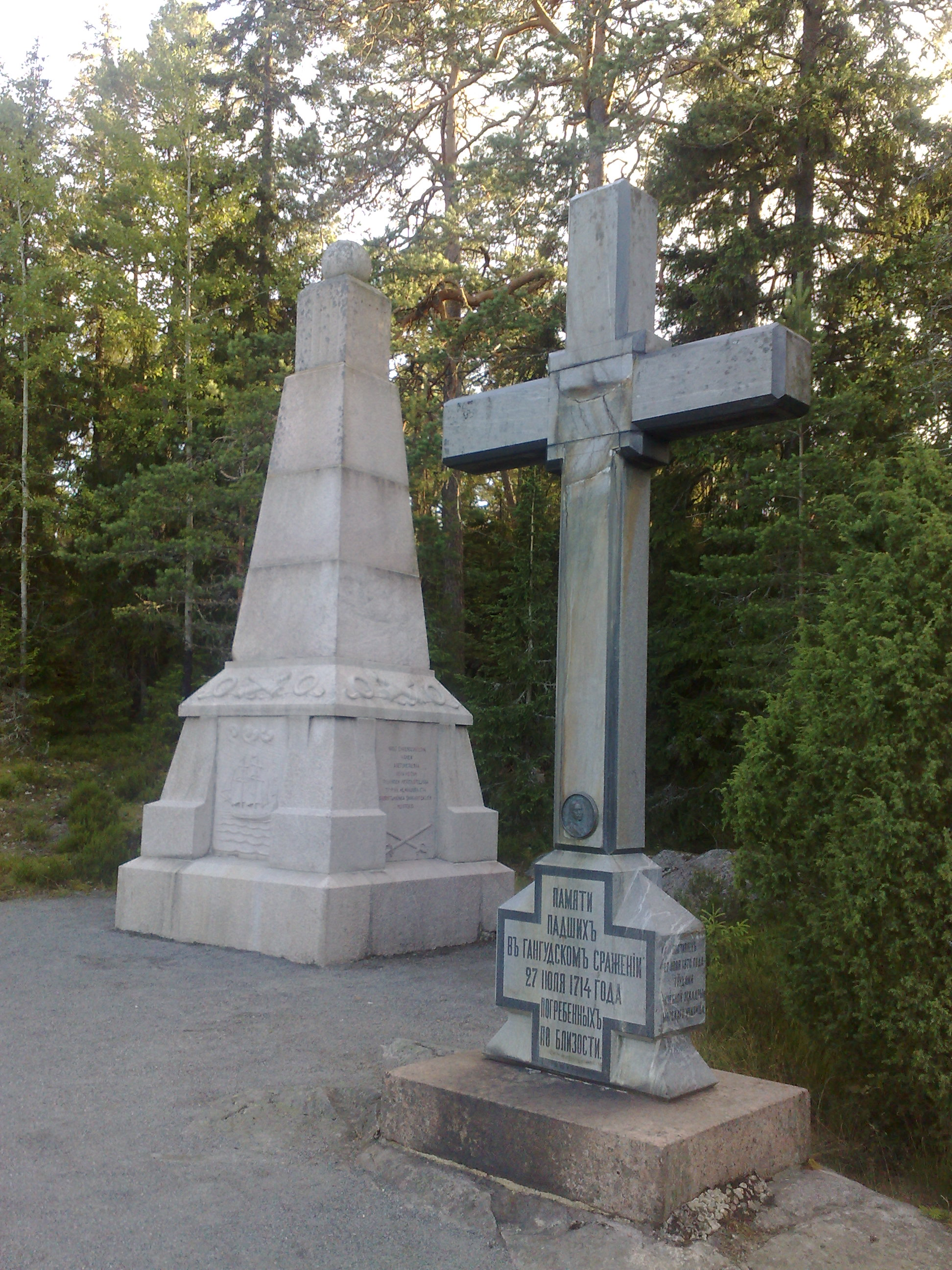
Minnesmärken vid stranden.

Denna strid blev den ryska flottans första seger till sjöss och därför utgör ännu idag 27 juli flottans årsdag. Tsar Alexander II uppförde ett granitkors till minnet av slaget år 1870 och ett annat minnesmärke restes år 1928. År 1884 besökte även tsar Alexander III Rilax gård.